# Amadeo Vives
Amadeo Vives, katalánsky Amadeu Vives i Roig, (18. listopadu 1871 Collbató – 2. prosince 1932 Madrid) byl španělský hudební skladatel, autor více než stovky jevištních děl.

## Život

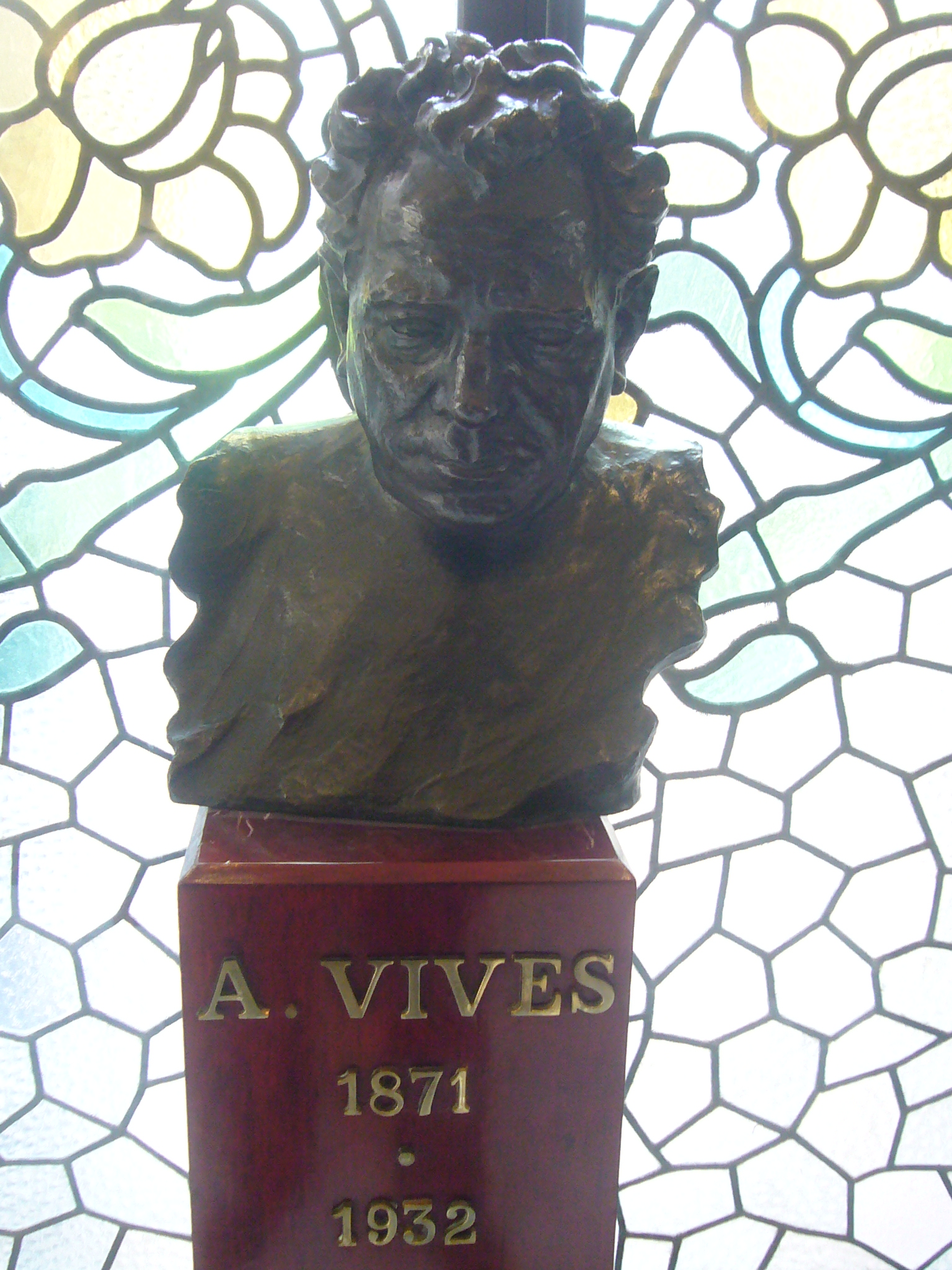
Busta skladatele v Palau de la Música Catalana

Amadeu Vives i Roig se narodil v Collbató, malém městečku v blízkosti hory Montserrat v Katalánsku. Byl nejmladším ze čtrnácti děti, z nichž však pouze 5 se dožilo dospělosti. Hudební talent se ukázal již v raném dětství. V roce 1882 se rodina odstěhovala do Barcelony a Amadeu studoval hudbu u José Ribery i Miró, učitele a ředitele kůru v kostele sv. Anny. Další hudební vzdělání získal u Felipe Pedrella, vůdčí osobnosti španělské hudby 20. století. Jeho spolužáky byli Enrique Granados, Lluis Millet a Enric Morena, se kterými v roce 1891 založil pěvecký spolek Orfeó Català, který sehrál důležitou roli v katalánské hudební renezanci. V Barceloně byl pro něj postaven Palau de la Música Catalana.
V roce 1894 začal vyučovat hudbě na Colegio de Religiosas de Loreto. Krátce poté dostal obrnu, po níž mu zůstala ochrnuta pravá ruka. O rok později se oženil s Montserrat Giner, kmotřenkou svého přítele Milleta. Po velkém úspěchu zarzuel La Primera del Barrio (1898) a Don Lucas del Cigarral (1899) přesídlil do Madridu, kde také prožil zbytek svého života. To mu umožnilo spolupracovat s nejlepšími španělskými hudebníky té doby. S mladým Manuelem de Fallou zkomponoval tři zarzuely. Byl neobyčejně plodný. V letech 1900–1933 vyprodukoval až 10 zarzuel ročně.
Vedle skladatelské činnosti přispíval svými články a literárními eseji do novin i odborného hudebního tisku. Jeho články byly publikovány ve dvou svazcích: Julia (1971, Espasa-Calpe, Madrid) a Sofia (1973). V roce 1921 by Vives jmenován prezidentem hudebního odboru spolku Ateneo a o dva roky později se stal profesorem kompozice na madridské konzervatoři.

## Dílo (výběr)

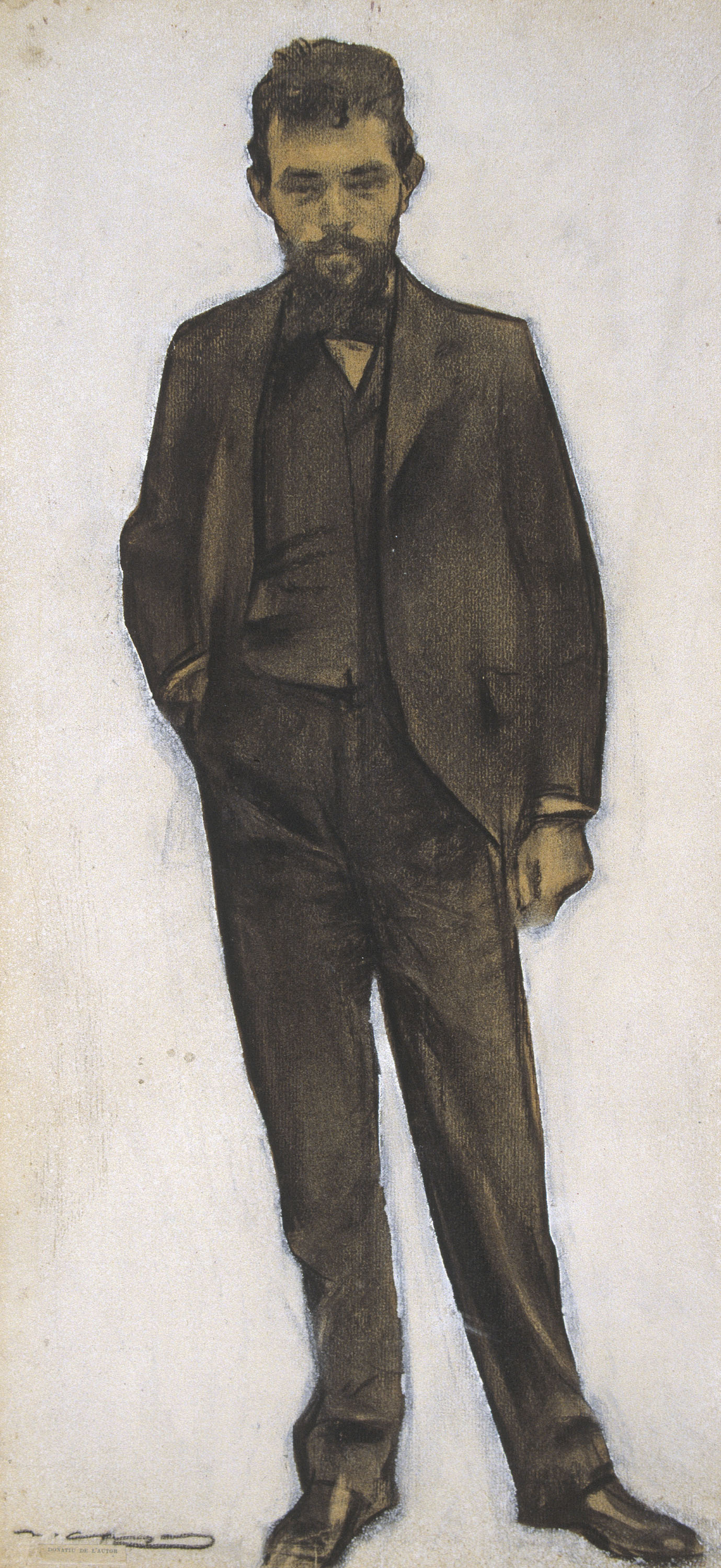
Amadeo Vives na obraze Davida Santsalvadora (1930)

Kromě jevištních děl zkomponova Vives řadu skladeb pro orchestr, pro klavír, sbory, sbory s orchestrem a mnoho písní.

### Opery
- Artús (1897)
- Colomba (1910)
- Bohemios (1920)

### Zarzuely
- La primera del Barrio (1898)
- Don Lucas del Cigarral (1899)
- El Rey de la Alpujarra (1899)
- La balada de la luz (1900)
- Euda d'Uriach (1900)
- Los amores de la Inés (1902, společně s Manuelem de Fallou)
- Bohemios (1904)
- El húsar de la guardia (1904)
- El arte de ser bonita (1905)
- La gatita blanca (1906)
- Juegos malabares (1909)
- La generala (1912)
- El carro del sol (1911)
- Maruxa (1914)
- La Cena de los Húsares (1915)
- El Señor Pandolfo (1916)
- El Tesoro (1917)
- Todo el Mundo en Contra mia (1918)
- La balada de Carnaval (1919)
- El Duquesito a La Corte de Versalles (1920)
- El Parque de Sevilla (1921)
- Bergamino el Lampo (1922)
- Doña Francisquita (1923)
- La villana (1927)
- Los Flamencos (1928)
- Noce de Verbena (1929)
- Talismán (1932)